# Dmitrij Pantov
Dmitrij Anatol'evič Pantov (cirillico Дмитрий Анатольевич Пантов; Pavlodar, 12 settembre 1969) è un allenatore di biathlon ed ex biatleta kazako.

## Biografia

### Carriera sciistica
In Coppa del Mondo ottenne il primo risultato di rilievo il 4 marzo 1993 a Lillehammer (74°) e l'unico podio l'8 dicembre 1994 a Bad Gastein (3°).
In carriera prese parte a tre edizioni dei Giochi olimpici invernali, Lillehammer 1994 (48° nella sprint, 51° nell'individuale), Nagano 1998 (54° nella sprint, 49° nell'individuale, 16° nella staffetta) e Salt Lake City 2002 (79° nella sprint, 49° nell'individuale), e a cinque dei Campionati mondiali (11° nella gara a squadre a Osrblie 1997 il miglior piazzamento.

### Carriera da allenatore
Dopo il ritiro è diventato allenatore dei biatleti nei quadri della nazionale kazaka.

## Palmarès

### Coppa del Mondo
- Miglior piazzamento in classifica generale: 49º nel 1994
- 1 podio (individuale[1]):
  - 1 terzo posto